# 小火龍
小火龍是精靈寶可夢系列登場的1025種虛構角色（怪獸）中的一種。

## 特徵
小火龍為火屬性寶可夢，由橙紅身軀及火焰尾巴組成，尾巴上的火焰代表目前的心情，高興時火焰會搖晃，生氣時火焰會燃燒的更猛烈，當其尾部火焰熄滅，便會死亡。

## 遊戲中的小火龍
初次登場於精靈寶可夢紅／綠版，為『精靈寶可夢 紅・綠・藍版』和『精靈寶可夢 火紅・葉綠版』中最先可挑選的寶可夢（妙蛙種子、小火龍、傑尼龜）。等級16級進化成火恐龍。
小火龍全國圖鑑編號為4，城都圖鑑編號為229, 豐緣圖鑑編號為206，代表技能為火花 ，特性為猛火（もうか）。

## 動畫中的小火龍
開場第一集，小火龍為關都地區（石英地區）中，給新人訓練家的三隻寶可夢之一。日後主角小智也有一隻，牠因為太弱而遭原主人拋棄在森林中，後來被小智收服，在進化為火恐龍及噴火龍後個性大變，經過一段時間成為小智最強的夥伴之一。